# 弧形細鯽
弧形細鯽（学名：Aphyocypris  arcus），又稱瑶山鲤，为輻鰭魚綱鯉形目鯝科細鯽属的鱼类，是中国的特有物种。分布于广西瑶山等，本魚體延長且側扁，腹部圓，腹鰭後有腹棱，口小且端位，無觸鬚，眼大，側線完全，前半部向下彎曲，側線鱗36-39枚，尾鰭深分叉，下咽齒3行，背鰭及臀鰭軟條7枚，背部及體上半部暗灰色，下半部及腹部銀白色，沿側線有一條不明顯的黑色縱紋，體長可達8公分，主要栖息于山溪中底層水域，生活習性不明。

## 扩展阅读
- Froese, R. & Pauly, D. (eds.) (2011). Yaoshanicus arcus. FishBase. Version 2011-12.